# メンズエステ
メンズエステとは、男性向けのエステ、もしくは男性向けのエステティックサロンのこと。痩身や脱毛をはじめとした、全身の美容、すなわちエステを目的とした店。リラクゼーションを兼ねていることが多い。
近年では美容エステとは別に、個室で女性セラピストが紙パンツ一枚の男性に施術を行うリラクゼーション・エステを指すことが多い。
2010年代からはこの名称で性的マッサージサービスを営む業種も増えており、その体験談は隠語というものを使用して紹介されていることが多い。
具体例として、「抜き（ぬき：男性に対する性的サービスの俗称）」「長割（おさわり：女性セラピストに対するお触り）」といった隠語が挙げられる。なお、前者に関しては性風俗関連特殊営業の届出がある場合に限り提供が認められるサービスであり、無届による提供を行った業者は違法となる。
基本的に、性的サービスを伴わない一般メンズエステでは、指圧による揉みほぐしを軸にアロマオイルやパウダーを材料として用いたボディトリートメントが挙げられる。そのため、ここで言う一般メンズエステで受けられるサービスは、先般の「抜き」はもちろん、「長割」も禁止行為と見なされる。
エステを目的としているが、密着度が高いことから風俗と勘違いする客が多いこと、検索サイトでは一般的なエステサロンと、性的サロンとの判別が難しいことから、メンズエステ店の女性従業員に乱暴したとして強制性交の罪に問われた俳優の新井浩文などの事件やトラブルも起きている。
なお性サービスを伴わない一般メンズエステと風俗を見分ける指標としては、サービス内容や必要な届出、制服の形態などが挙げられる。メンズエステを開業するにあたり必要なのは開業届であり、風俗は風営法に則った届け出が必要である。
また、メンズエステに関連したマーケティング事業などを行う会社も増えている。